# مادرشوهر هیولا
مادرشوهر هیولا (انگلیسی: Monster-in-Law) فیلمی در ژانر کمدی رمانتیک است که در سال ۲۰۰۵ منتشر شد.
بازیگران نقش اصلی فیلم، جنیفر لوپز و جین فاندا هستند. جین فاندا بعد از ۱۵ سال دوری از سینما، با قبول نقش در این فیلم به دنیای سینما بازگشت.
این فیلم با بودجه ساخت ۴۴ میلیون دلار، و با فروش ۱۵۵ میلیون دلار، از موفقترین فیلمهای سال ۲۰۰۵ بود.

## داستان
داستان فیلم دربارهٔ عشق یک جراح جوان (مایکل وارتان) و متمول به یک دختر (جنیفر لوپز) که مربی یوگا هست، می‌باشد. مادر شوهر در این فیلم به وصلت پسرش با این دختر راضی نیست و هر چه در توان دارد به کار می‌گیرد که این وصلت سر نگیرد.

## بازیگران
- جنیفر لوپز
- جین فوندا
- میشل وارتان
- واندا سایکس
- مونه مازور
- الین استریچ
- ادام اسکات
- ویل آرنت
- هریت سنسوم هریس
- مارک موزس
- استیون دانهام